# Бастылёва, Лукерья Павловна
Лукерья Павловна Бастылева (1901 — ?) — советская колхозница, доярка-стахановка. Депутат Верховного Совета СССР 1-го созыва (1937—1946).

## Биография
Член ВКП(б) с 1928 года. С 1931 года доярка колхоза имени Розы Люксембург Каменского района Западно-Сибирского края (с 1937 года — Алтайский край). Одна из первых стахановок в Каменском районе: от коровы-рекордистки Лиски получила 3700 литров молока.
Делегат XVII съезда ВКП(б) с решающим голосом (1934).
С 1936 года — заведующая молочно-товарной фермой.
В 1937 году избрана депутатом Верховного Совета СССР 1-го созыва от Каменского округа Алтайского края.
Несмотря на неграмотность, отвечала на все письма избирателей, в чём помогал младший брат мужа — Александр Павлович Филатов, будущий первый секретарь Новосибирского обкома КПСС (1978—1988).